# Olympische Sommerspiele 2008/Kanu
Bei den Olympischen Sommerspielen 2008 in Peking fanden 16 Entscheidungen im Kanusport statt, zwölf bei den Männern und vier bei den Frauen. Zu diesen 16 Entscheidungen zählten vier im Kanuslalom, darunter eine bei den Frauen, und zwölf im Kanurennsport, darunter drei bei den Frauen.
Alle Wettkämpfe wurden im dafür neu errichteten Ruder- und Kanupark Shunyi ausgetragen.

## Bilanz

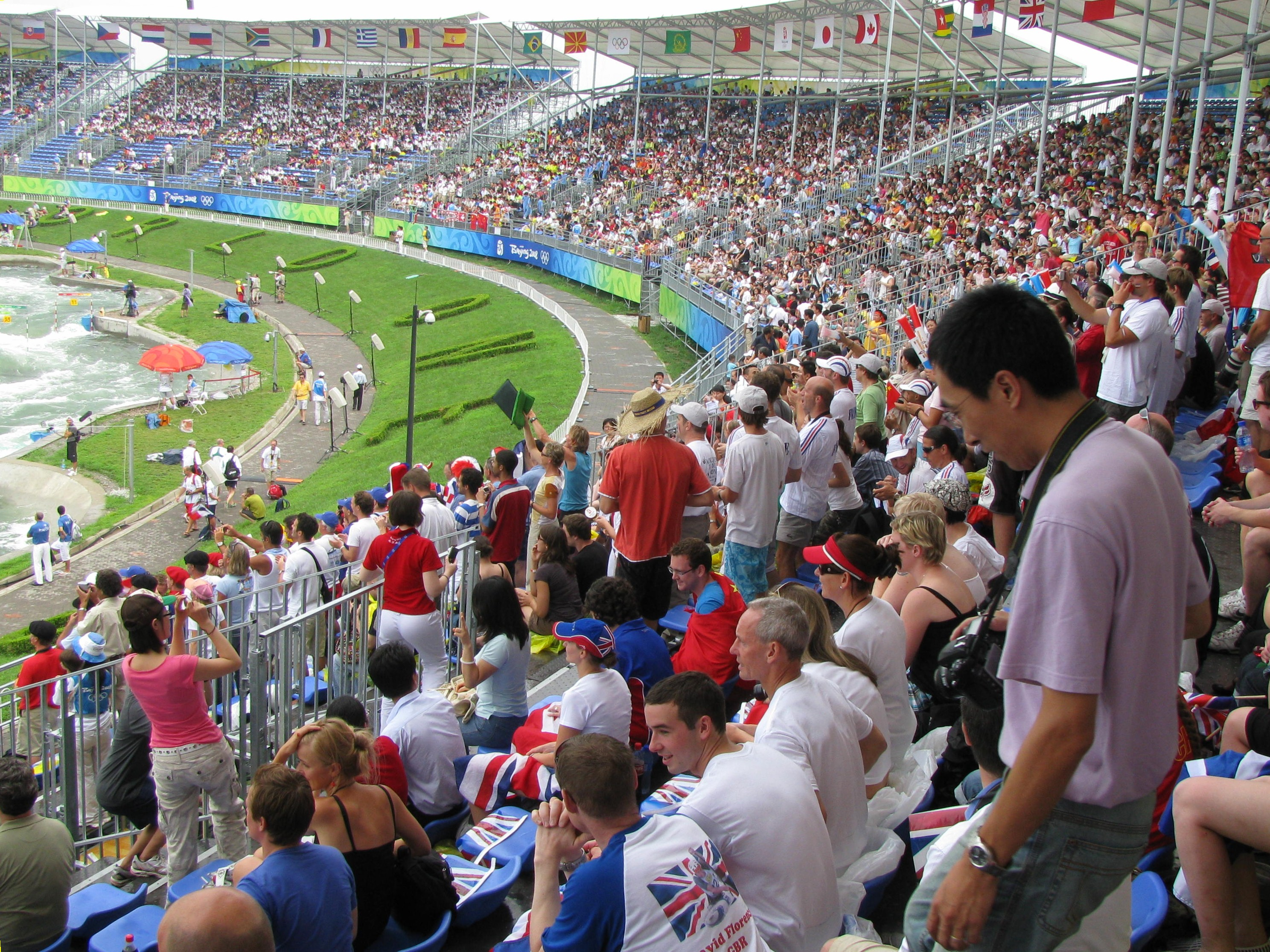
Ruder- und Kanupark Shunyi

### Medaillenspiegel
| Platz | Land                | Gold | Silber | Bronze | Gesamt |
| ----- | ------------------- | ---- | ------ | ------ | ------ |
| 1     | Deutschland         | 3    | 2      | 3      | 8      |
| 2     | Slowakei            | 3    | 1      | –      | 4      |
| 3     | Ungarn              | 2    | 1      | 1      | 4      |
| 4     | Belarus             | 2    | –      | 1      | 3      |
| 5     | Spanien             | 1    | 2      | –      | 3      |
| 6     | Australien          | 1    | 1      | 3      | 4      |
| 7     | Russland            | 1    | 1      | 1      | 3      |
| 7     | Großbritannien      | 1    | 1      | 1      | 3      |
| 9     | Ukraine             | 1    | –      | 1      | 1      |
| 10    | Volksrepublik China | 1    | –      | –      | 1      |
| 11    | Frankreich          | –    | 1      | 1      | 2      |
| 12    | Italien             | –    | 1      | 1      | 2      |
| 12    | Kanada              | –    | 1      | 1      | 2      |
| 14    | Tschechien          | –    | 1      | –      | 1      |
| 14    | Dänemark            | –    | 1      | –      | 1      |
| 14    | Norwegen            | –    | 1      | –      | 1      |
| 14    | Polen               | –    | 1      | –      | 1      |
| 18    | Österreich          | –    | –      | 1      | 1      |
| 18    | Togo                | –    | –      | 1      | 1      |

### Medaillengewinner
| Konkurrenz             | Gold                                                                             | Silber                                                              | Bronze                                                                     |
| ---------------------- | -------------------------------------------------------------------------------- | ------------------------------------------------------------------- | -------------------------------------------------------------------------- |
| Einer-Kajak 500 m      | Ken Wallace                                                                      | Adam van Koeverden                                                  | Tim Brabants                                                               |
| Einer-Kajak 1000 m     | Tim Brabants                                                                     | Eirik Verås Larsen                                                  | Ken Wallace                                                                |
| Zweier-Kajak 500 m     | Spanien Saúl Craviotto Carlos Pérez                                              | Deutschland Ronald Rauhe Tim Wieskötter                             | Belarus Raman Petruschenka Wadsim Machneu                                  |
| Zweier-Kajak 1000 m    | Deutschland Martin Hollstein Andreas Ihle                                        | Dänemark Kim Wraae Knudsen René Holten Poulsen                      | Italien Andrea Facchin Antonio Scaduto                                     |
| Vierer-Kajak 1000 m    | Belarus Raman Petruschenka Aljaksej Abalmassau Artur Litwintschuk Wadsim Machneu | Slowakei Richard Riszdorfer Michal Riszdorfer Erik Vlček Juraj Tarr | Deutschland Lutz Altepost Norman Bröckl Torsten Eckbrett Björn Goldschmidt |
| Einer-Canadier 500 m   | Maxim Opalew                                                                     | David Cal                                                           | Jurij Tscheban                                                             |
| Einer-Canadier 1000 m  | Attila Vajda                                                                     | David Cal                                                           | Thomas Hall                                                                |
| Zweier-Canadier 500 m  | Volksrepublik China Meng Guanliang Yang Wenjun                                   | Russland Sergei Ulegin Alexander Kostoglod                          | Deutschland Christian Gille Tomasz Wylenzek                                |
| Zweier-Canadier 1000 m | Belarus Andrej Bahdanowitsch Aljaksandr Bahdanowitsch                            | Deutschland Christian Gille Tomasz Wylenzek                         | Ungarn György Kozmann Tamás Kiss                                           |
| Slalom Einer-Kajak     | Alexander Grimm                                                                  | Fabien Lefèvre                                                      | Benjamin Boukpeti                                                          |
| Slalom Einer-Canadier  | Michal Martikán                                                                  | David Florence                                                      | Robin Bell                                                                 |
| Slalom Zweier-Canadier | Slowakei Pavol Hochschorner Peter Hochschorner                                   | Tschechien Ondřej Štěpánek Jaroslav Volf                            | Russland Michail Kusnezow Dmitri Larionow                                  |

| Konkurrenz         | Gold                                                                            | Silber                                                           | Bronze                                                             |
| ------------------ | ------------------------------------------------------------------------------- | ---------------------------------------------------------------- | ------------------------------------------------------------------ |
| Einer-Kajak 500 m  | Inna Ossypenko                                                                  | Josefa Idem                                                      | Katrin Wagner-Augustin                                             |
| Zweier-Kajak 500 m | Ungarn Katalin Kovács Natasa Janics                                             | Polen Beata Mikołajczyk Aneta Konieczna                          | Frankreich Marie Delattre Anne-Laure Viard                         |
| Vierer-Kajak 500 m | Deutschland Fanny Fischer Nicole Reinhardt Katrin Wagner-Augustin Conny Waßmuth | Ungarn Katalin Kovács Gabriella Szabó Danuta Kozák Natasa Janics | Australien Lisa Oldenhof Hannah Davis Chantal Meek Lyndsie Fogarty |
| Slalom Einer-Kajak | Elena Kaliská                                                                   | Jacqueline Lawrence                                              | Violetta Oblinger-Peters                                           |

## Ergebnisse

### Kanurennsport Männer

#### Einer-Kajak500 m
| Platz | Land | Sportler           | Zeit (min) |
| ----- | ---- | ------------------ | ---------- |
| 1     | AUS  | Ken Wallace        | 1:37,252   |
| 2     | CAN  | Adam van Koeverden | 1:37,630   |
| 3     | GBR  | Tim Brabants       | 1:37,671   |
| 4     | NOR  | Eirik Verås Larsen | 1:37,949   |
| 5     | RUS  | Anton Rjachow      | 1:38,187   |
| 6     | HUN  | Ákos Vereckei      | 1:38,318   |
| 7     | SWE  | Anders Gustafsson  | 1:38,447   |
| 8     | NZL  | Steven Ferguson    | 1:38,512   |
| 9     | CRO  | Stjepan Janić      | 1:38,729   |

Datum: 23. August 2008, 15:30 Uhr

#### Einer-Kajak 1000 m
| Platz | Land | Sportler           | Zeit (min) |
| ----- | ---- | ------------------ | ---------- |
| 1     | GBR  | Tim Brabants       | 3:26,323   |
| 2     | NOR  | Eirik Verås Larsen | 3:27,342   |
| 3     | AUS  | Ken Wallace        | 3:27,485   |
| 4     | NZL  | Ben Fouhy          | 3:29,193   |
| 5     | GER  | Max Hoff           | 3:29,391   |
| 6     | SWE  | Markus Oscarsson   | 3:30,198   |
| 7     | CRO  | Stjepan Janić      | 3:30,495   |
| 8     | CAN  | Adam van Koeverden | 3:31,793   |
| 9     | HUN  | Zoltán Benkő       | 3:32,120   |

Datum: 22. August 2008, 15:30 Uhr

#### Zweier-Kajak 500 m
| Platz | Land | Sportler                                 | Zeit (min) |
| ----- | ---- | ---------------------------------------- | ---------- |
| 1     | ESP  | Saúl Craviotto Carlos Pérez              | 1:28,736   |
| 2     | GER  | Ronald Rauhe Tim Wieskötter              | 1:28,827   |
| 3     | BLR  | Raman Petruschenka Wadsim Machneu        | 1:30,005   |
| 4     | HUN  | Zoltán Kammerer Gábor Kucsera            | 1:30,285   |
| 5     | DEN  | Kim Wraae Knudsen René Holten Poulsen    | 1:30,569   |
| 6     | CAN  | Richard Dessureault-Dober Andrew Willows | 1:30,857   |
| 7     | FRA  | Vincent Lecrubier Sébastien Jouve        | 1:31,312   |
| 8     | POL  | Marek Twardowski Adam Wysocki            | 1:31,869   |
| 9     | ITA  | Andrea Facchin Antonio Scaduto           | 1:31,934   |

Datum: 23. August 2008, 16:35 Uhr

#### Zweier-Kajak 1000 m
| Platz | Land | Sportler                              | Zeit (min) |
| ----- | ---- | ------------------------------------- | ---------- |
| 1     | GER  | Martin Hollstein Andreas Ihle         | 3:11,809   |
| 2     | DEN  | Kim Wraae Knudsen René Holten Poulsen | 3:13,580   |
| 3     | ITA  | Andrea Facchin Antonio Scaduto        | 3:14,750   |
| 4     | HUN  | Zoltán Kammerer Gábor Kucsera         | 3:15,049   |
| 5     | NZL  | Mike Walker Steven Ferguson           | 3:15,329   |
| 6     | FRA  | Philippe Colin Cyrille Carré          | 3:16,532   |
| 7     | LAT  | Krists Straume Kristaps Zaļupe        | 3:19,387   |
| 8     | CHN  | Shen Jie Huang Zhipeng                | 3:22,058   |
| DSQ   | POL  | Adam Seroczyński Mariusz Kujawski     | 3:14,828   |

Datum: 22. August 2008, 16:35 Uhr
Wegen eines positiven Dopingtests bei Adam Seroczyński wurden die viertplatzierten Polen disqualifiziert.

#### Vierer-Kajak 1000 m
| Platz | Land | Sportler                                                                 | Zeit (min) |
| ----- | ---- | ------------------------------------------------------------------------ | ---------- |
| 1     | BLR  | Raman Petruschenka Aljaksej Abalmassau Artur Litwintschuk Wadsim Machneu | 2:55,714   |
| 2     | SVK  | Richard Riszdorfer Michal Riszdorfer Erik Vlček Juraj Tarr               | 2:56,593   |
| 3     | GER  | Lutz Altepost Norman Bröckl Torsten Eckbrett Björn Goldschmidt           | 2:56,676   |
| 4     | ITA  | Franco Benedini Antonio Rossi Alberto Ricchetti Luca Piemonte            | 2:57,626   |
| 5     | HUN  | Márton Sík István Beé Ákos Vereckei Gábor Bozsik                         | 2:59,009   |
| 6     | POL  | Marek Twardowski Tomasz Mendelski Paweł Baumann Adam Wysocki             | 2:59,505   |
| 7     | CHN  | Li Zhen Liu Haitao Zhou Peng Lin Miao                                    | 3:00,078   |
| 8     | RUS  | Ilja Medwedew Jewgeni Salachow Anton Wassiljew Konstantin Wischnjakow    | 3:00,654   |
| 9     | CAN  | Brady Reardon Angus Mortimer Chris Pellini Rhys Hill                     | 3:01,630   |

Datum: 22. August 2008, 17:20 Uhr

#### Einer-Canadier 500 m
| Platz | Land | Sportler              | Zeit (min) |
| ----- | ---- | --------------------- | ---------- |
| 1     | RUS  | Maxim Opalew          | 1:47,140   |
| 2     | ESP  | David Cal             | 1:48,397   |
| 3     | UKR  | Jurij Tscheban        | 1:48,766   |
| 4     | FRA  | Mathieu Goubel        | 1:49,056   |
| 5     | BLR  | Aljaksandr Schukouski | 1:49,092   |
| 6     | CHN  | Li Qiang              | 1:49,287   |
| 7     | ROU  | Florin Mironcic       | 1:49,861   |
| 8     | POL  | Paweł Baraszkiewicz   | 1:50,048   |
| 9     | HUN  | Attila Vajda          | 1:50,156   |

Datum: 23. August 2008, 15:45 Uhr

#### Einer-Canadier 1000 m
| Platz | Land | Sportler              | Zeit (min) |
| ----- | ---- | --------------------- | ---------- |
| 1     | HUN  | Attila Vajda          | 3:50,467   |
| 2     | ESP  | David Cal             | 3:52,751   |
| 3     | CAN  | Thomas Hall           | 3:53,653   |
| 4     | UZB  | Vadim Menkov          | 3:54,237   |
| 5     | BLR  | Aljaksandr Schukouski | 3:55,645   |
| 6     | ROM  | Florin Mironcic       | 3:57,876   |
| 7     | FRA  | Mathieu Goubel        | 3:57,889   |
| 8     | GER  | Andreas Dittmer       | 3:57,894   |
| 9     | CUB  | Aldo Pruna            | 3:59,087   |

Datum: 22. August 2008, 15:45 Uhr

#### Zweier-Canadier 500 m
| Platz | Land | Sportler                                      | Zeit (min) |
| ----- | ---- | --------------------------------------------- | ---------- |
| 1     | CHN  | Meng Guanliang Yang Wenjun                    | 1:41,025   |
| 2     | RUS  | Sergei Ulegin Alexander Kostoglod             | 1:41,282   |
| 3     | GER  | Christian Gille Tomasz Wylenzek               | 1:41,964   |
| 4     | BLR  | Andrej Bahdanowitsch Aljaksandr Bahdanowitsch | 1:41,996   |
| 5     | CAN  | Andrew Russell Gabriel Beauchesne-Sévigny     | 1:42,450   |
| 6     | ROU  | Iosif Chirilă Andrei Cuculici                 | 1:43,195   |
| 7     | BUL  | Dejan Georgiew Adnan Aliew                    | 1:43,971   |
| 8     | UKR  | Serhij Besuhlyj Maksym Prokopenko             | 1:44,157   |
| 9     | POL  | Daniel Jędraszko Roman Rynkiewicz             | 1:44,389   |

Datum: 23. August 2008, 17:05 Uhr

#### Zweier-Canadier 1000 m
| Platz | Land | Sportler                                      | Zeit (min) |
| ----- | ---- | --------------------------------------------- | ---------- |
| 1     | BLR  | Andrej Bahdanowitsch Aljaksandr Bahdanowitsch | 3:36,365   |
| 2     | GER  | Christian Gille Tomasz Wylenzek               | 3:36,588   |
| 3     | HUN  | György Kozmann Tamás Kiss                     | 3:40,258   |
| 4     | ROU  | Constantin Popa Niculae Flocea                | 3:40,342   |
| 5     | CHN  | Chen Zhongyun Zhang Zhiwu                     | 3:40,593   |
| 6     | CAN  | Andrew Russell Gabriel Beauchesne-Sévigny     | 3:41,165   |
| 7     | POL  | Wojciech Tyszyński Paweł Baraszkiewicz        | 3:42,845   |
| 8     | RUS  | Sergei Ulegin Alexander Kostoglod             | 3:44,669   |
| 9     | CUB  | Serguey Torres Karel Aguilar                  | 3:48,877   |

Datum: 22. August 2008, 17:05 Uhr

### Kanurennsport Frauen

#### Einer-Kajak 500 m
| Platz | Land | Sportlerin             | Zeit (min) |
| ----- | ---- | ---------------------- | ---------- |
| 1     | UKR  | Inna Ossypenko         | 1:50,673   |
| 2     | ITA  | Josefa Idem            | 1:50,677   |
| 3     | GER  | Katrin Wagner-Augustin | 1:51,022   |
| 4     | HUN  | Katalin Kovács         | 1:51,139   |
| 5     | CHN  | Zhong Hongyan          | 1:52,220   |
| 6     | SLO  | Špela Ponomarenko      | 1:52,363   |
| 7     | GBR  | Lucy Wainwright        | 1:53,102   |
| 8     | RSA  | Jennifer Hodson        | 1:53,353   |
| 9     | RUS  | Juliana Salachowa      | 1:53,973   |

Datum: 23. August 2008, 16:20 Uhr

#### Zweier-Kajak 500 m
| Platz | Land | Sportlerinnen                     | Zeit (min) |
| ----- | ---- | --------------------------------- | ---------- |
| 1     | HUN  | Katalin Kovács Natasa Janics      | 1:41,308   |
| 2     | POL  | Beata Mikołajczyk Aneta Konieczna | 1:42,092   |
| 3     | FRA  | Marie Delattre Anne-Laure Viard   | 1:42,128   |
| 4     | GER  | Fanny Fischer Nicole Reinhardt    | 1:42,899   |
| 5     | JPN  | Shinobu Kitamoto Mikiko Takeya    | 1:43,291   |
| 6     | AUS  | Hannah Davis Lyndsie Fogarty      | 1:43,969   |
| 7     | FIN  | Anne Rikala Jenni Mikkonen        | 1:44,176   |
| 8     | CZE  | Michala Mrůzková Jana Blahová     | 1:44,870   |
| 9     | AUT  | Yvonne Schuring Viktoria Schwarz  | 1:44,965   |

Datum: 23. August 2008, 17:20 Uhr

#### Vierer-Kajak 500 m
| Platz | Land | Sportlerinnen                                                           | Zeit (min) |
| ----- | ---- | ----------------------------------------------------------------------- | ---------- |
| 1     | GER  | Fanny Fischer Nicole Reinhardt Katrin Wagner-Augustin Conny Waßmuth     | 1:32,231   |
| 2     | HUN  | Katalin Kovács Gabriella Szabó Danuta Kozák Natasa Janics               | 1:32,971   |
| 3     | AUS  | Lisa Oldenhof Hannah Davis Chantal Meek Lyndsie Fogarty                 | 1:34,704   |
| 4     | POL  | Beata Mikołajczyk Aneta Konieczna Edyta Dzieniszewska Dorota Kuczkowska | 1:34,752   |
| 5     | ESP  | Beatriz Manchón Jana Šmidáková Sonia Molanes Teresa Portela             | 1:35,366   |
| 6     | JPN  | Shinobu Kitamoto Ayaka Kuno Mikiko Takeya Yumiko Suzuki                 | 1:36,465   |
| 7     | RSA  | Michele Eray Carol Joyce Nicola Mocke Jennifer Hodson                   | 1:36,724   |
| 8     | ITA  | Stefania Cicali Alessandra Galiotto Fabiana Sgroi Alice Fagioli         | 1:36,770   |
| 9     | CHN  | Xu Yaping Zhong Hongyan Yu Lamei Liang Peixing                          | 1:37,418   |

Datum: 22. August 2008, 16:20 Uhr

### Kanuslalom Männer

#### Kajak-Einer
| Platz | Land | Sportler          | Zeit (s) |
| ----- | ---- | ----------------- | -------- |
| 1     | GER  | Alexander Grimm   | 171,70   |
| 2     | FRA  | Fabien Lefèvre    | 173,30   |
| 3     | TOG  | Benjamin Boukpeti | 173,45   |
| 4     | IRL  | Eoin Rheinisch    | 176,91   |
| 5     | AUS  | Warwick Draper    | 177,85   |
| 6     | CAN  | David Ford        | 178,35   |
| 7     | AUT  | Helmut Oblinger   | 178,83   |
| 8     | POL  | Dariusz Popiela   | 179,68   |

Datum: 12. August 2008, 17:17 Uhr
Von den 21 Teilnehmern qualifizierten sich fünfzehn für das Halbfinale und zehn für das Finale. Vorzeitig musste der Schweizer Michael Kurt ausscheiden, da er nur 17. in den beiden Vorläufen wurde. Nach dem ersten Vorlauf nur auf Platz 20, konnte sich der Togolese Benjamin Boukpeti durch einen guten zweiten Lauf noch für das Halbfinale qualifizieren und sorgte dort mit seiner Bestzeit für eine Überraschung. Sowohl der Deutsche Alexander Grimm als auch der Österreicher Helmut Oblinger schafften im Halbfinale die Platzierung unter den besten 10 und damit die Qualifikation für das Finale. Grimm, der wegen seines vierten Ranges im Halbfinale als Viertletzter startete, konnte vorerst die Bestzeit des bis dahin Führenden unterbieten. Danach scheiterten der Franzose Fabien Lefèvre, der Australier Warwick Draper und auch der Togolese Boukpeti an Grimms Zeit, sodass dieser die erste Goldmedaille dieser Olympischen Spiele für das deutsche Team gewinnen konnte. Zweitplatzierter wurde Lefèvre, Benjamin Boukpeti erreichte den dritten Rang und errang so die erste Medaille überhaupt bei Olympia für Togo. Der Österreicher Helmut Oblinger wurde Siebter.

#### Canadier-Einer
| Platz | Land | Sportler           | Zeit (s)   |
| ----- | ---- | ------------------ | ---------- |
| 1     | SVK  | Michal Martikán    | 176,65     |
| 2     | GBR  | David Florence     | 178,61     |
| 3     | AUS  | Robin Bell         | 180,59     |
| 4     | ESP  | Ander Elosegi      | 182,12     |
| 5     | CZE  | Stanislav Ježek    | 182,29     |
| 6     | USA  | Benn Fraker        | 183,14     |
| 7     | GRE  | Christos Tsakmakis | 186,67     |
| 8     | POL  | Krzysztof Bieryt   | 200,21     |
| …     | …    | …                  |            |
| 12    | GER  | Jan Benzien        | 95,15 (HF) |

Datum: 12. August 2008, 16:47 Uhr
Der Slowake Michal Martikán setzte seine Erfolgsserie bei Olympischen Spielen fort. Nach Gold 1996 und zweimal Silber 2000 und 2004 setzte er sich auf der schwierigen Strecke in Shunyi erneut durch. Er war trotz je zwei Strafsekunden im Halbfinale und Finale jeweils der Schnellste. Mit nur einer Torberührung erreichte der Brite David Florence den zweiten Platz. Vom fünften Platz im Halbfinale auf den Bronzerang nach vorne fuhr der Australier Robin Bell. Zwei der Favoriten, der Franzose Tony Estanguet, Goldmedaillengewinner von Sydney und Athen, und der Deutsche Jan Benzien, amtierender Vize-Welt- und Europameister, scheiterten im Halbfinale. Estanguet wurde Neunter, während der Vorlaufzweite Benzien nach einem riskanten Manöver in einer Wasserwalze erheblich an Fahrt verlor und am Ende das Finale um drei Sekunden verpasste. Ein österreichischer Canadierfahrer war nicht am Start.

#### Canadier-Zweier
| Platz | Land | Sportler                              | Zeit (s) |
| ----- | ---- | ------------------------------------- | -------- |
| 1     | SVK  | Pavol Hochschorner Peter Hochschorner | 190,82   |
| 2     | CZE  | Jaroslav Volf Ondřej Štěpánek         | 192,89   |
| 3     | RUS  | Michail Kusnezow Dmitri Larionow      | 197,37   |
| 4     | FRA  | Cédric Forgit Martin Braud            | 198,19   |
| 5     | ITA  | Andrea Benetti Erik Masoero           | 204,12   |
| 6     | GER  | Felix Michel Sebastian Piersig        | 204,43   |
| 7     | AUS  | Mark Bellofiore Lachlan Milne         | 104,17   |
| 8     | POL  | Paweł Sarna Marcin Pochwała           | 105,32   |

Datum: 15. August 2008, 16:12 Uhr
Zum dritten Mal in Folge gelang den slowakischen Zwillingsbrüdern Pavol und Peter Hochschorner der Olympiasieg im Canadier Zweier. Bereits nach den Vorläufen hatten die beiden in Front gelegen. Ebenfalls dort unter den besten 10 und damit für das Halbfinale qualifiziert hatte sich das deutsche Duo Felix Michel und Sebastian Piersig. Ausscheiden mussten die einzigen afrikanischen und amerikanischen Teams aus Südafrika und den Vereinigten Staaten. Im Halbfinale verwiesen Michel und Piersig die Slowaken durch deren Torberührung und damit zwei Strafsekunden auf Rang zwei und übernahmen selbst die Führung. Im Finale starteten die sechs verbliebenen Teams in umgekehrter Reihenfolge des Halbfinals. Nachdem die Zeiten der Italiener, der Franzosen sowie der Russen Michail Kusnezow und Dmitri Larionow von den Tschechen Jaroslav Volf und Ondřej Štěpánek unterboten worden waren, stand fest, dass diese zumindest die Bronzemedaille sicher hatten. Die nächststartenden Favoriten aus der Slowakei konnten diese Zeit noch einmal steigern und da die führenden Deutschen Michel und Piersig durch mehrere Fehler auf den letzten und sechsten Finalplatz zurückfielen, nachdem sie zuvor sogar gekentert waren und auf die Hochschorners fast 15 Sekunden verloren hatten, stand fest, dass die Slowakei die zweite Goldmedaille dieser Spiele holte.

### Kanuslalom Frauen

#### Kajak-Einer
| Platz | Land | Sportlerin               | Zeit (s)    |
| ----- | ---- | ------------------------ | ----------- |
| 1     | SVK  | Elena Kaliská            | 192,64      |
| 2     | AUS  | Jacqueline Lawrence      | 206,94      |
| 3     | AUT  | Violetta Oblinger-Peters | 214,77      |
| 4     | JPN  | Yuriko Takeshita         | 219,30      |
| 5     | POL  | Agnieszka Stanuch        | 221,08      |
| 6     | NED  | Ariane Herde             | 231,99      |
| 7     | FRA  | Émilie Fer               | 251,96      |
| 8     | USA  | Heather Corrie           | 270,88      |
| …     | …    | …                        |             |
| 15    | GER  | Jennifer Bongardt        | 203,29 (HF) |

Datum: 15. August 2008, 16:37 Uhr
Auch im Kajak Einer der Frauen konnte die Slowakei die Goldmedaille gewinnen; Elena Kaliská hatte schon 2004 in Athen gesiegt und sicherte sich mit Bestzeit in Vorlauf, Halbfinale und Finale überlegen den ersten Platz. Nach dem Halbfinale auf dem vierten Platz, schob sich Jacqueline Lawrence noch auf den Silberrang vor der Österreicherin Violetta Oblinger-Peters, die sogar noch vom siebten Platz nach dem Halbfinale auf den Bronzeplatz fuhr. Auf einem aussichtsreichen zweiten Platz nach dem Halbfinale, verpasste die Französin Émilie Fer ein Tor und fiel auf Platz sieben zurück. Die deutsche Jennifer Bongardt, 2007 noch Welt- und Europameisterin, schied als Vierte der Vorläufe im Halbfinale aus, nachdem sie sogar zwei Tore auslassen musste und den Wettbewerb als Fünfzehnte beendete.

## Qualifikation
Jedes NOK durfte pro Wettbewerb ein Boot an den Start schicken, sofern man sich bei diversen Qualifikationswettkämpfen einen Quotenplatz sicherte. Hauptqualifikationswettkämpfe waren die Weltmeisterschaften 2007 in Duisburg (Flachwasser) und Foz do Iguaçu (Kanuslalom). Hinzu kamen verschiedene Kontinentalausscheidungen im Frühjahr 2008.

### Kanurennsport
China als Gastgebernation hatte in den Einer-Wettbewerben einen Startplatz sicher. Hätte sich weder über die weltweite noch die asiatische Ausscheidung ein chinesisches Boot direkt qualifiziert, rückte es anstelle des letzten qualifizierten Bootes der Weltmeisterschaften nach.

#### Einer-KajakMänner 500 m
| - Kanada (WM 2007) - Vereinigtes Königreich (WM 2007) - Polen (WM 2007) - Deutschland (WM 2007) | - Vereinigte Staaten (WM 2007) - Ungarn (WM 2007) - Kroatien (WM 2007) - Südafrika (WM 2007) |

Hinzu kamen zwei weitere Startplätze für Europa und einer für alle anderen Kontinente.

#### Einer-Kajak Männer 1000 m
| - Vereinigtes Königreich (WM 2007) - Kanada (WM 2007) - Norwegen (WM 2007) - Australien (WM 2007) | - Neuseeland (WM 2007) - Ungarn (WM 2007) - Südafrika (WM 2007) - Slowenien (WM 2007) |

Hinzu kamen zwei weitere Startplätze für Europa und einer für alle anderen Kontinente.

#### Zweier-KajakMänner 500 m
| - Deutschland (WM 2007) - Belarus (WM 2007) - Ungarn (WM 2007) | - Litauen (WM 2007) - Lettland (WM 2007) - Kanada (WM 2007) |

Hinzu kamen zwei weitere Startplätze für Europa, einer für Amerika und einer für Asien.

#### Zweier-Männer 1000 m
| - Frankreich (WM 2007) - Polen (WM 2007) - Ungarn (WM 2007) - Deutschland (WM 2007) | - Belgien (WM 2007) - Finnland (WM 2007) - Neuseeland (WM 2007) |

Hinzu kamen ein weiterer Startplatz für Europa, einer für Amerika und einer für Asien.

#### Vierer-KajakMänner 1000 m
| - Deutschland (WM 2007) - Polen (WM 2007) - Slowakei (WM 2007) - Ungarn (WM 2007) | - Belarus (WM 2007) - Russland (WM 2007) - Australien (WM 2007) |

Hinzu kamen ein weiterer Startplatz für Europa, einer für Amerika und einer für Asien.

#### Einer-CanadierMänner 500 m
| - Spanien (WM 2007) - Deutschland (WM 2007) - Volksrepublik China (WM 2007) | - Polen (WM 2007) - Kanada (WM 2007) - Rumänien (WM 2007) |

Hinzu kamen zwei weitere Startplätze für Europa und einer für alle anderen Kontinente.

#### Einer-Canadier Männer 1000 m
| - Ungarn (WM 2007) - Slowakei (WM 2007) - Spanien (WM 2007) | - Deutschland (WM 2007) - Russland (WM 2007) - Mexiko (WM 2007) |

Hinzu kamen zwei weitere Startplätze für Europa und einer für alle anderen Kontinente.

#### Zweier-CanadierMänner 500 m
| - Ungarn (WM 2007) - Rumänien (WM 2007) - Deutschland (WM 2007) | - Polen (WM 2007) - Volksrepublik China (WM 2007) - Ukraine (WM 2007) |

Hinzu kamen zwei weitere Startplätze für Europa, einer für Amerika und einer für Asien.

#### Zweier-Canadier Männer 1000 m
| - Deutschland (WM 2007) - Kuba (WM 2007) - Polen (WM 2007) | - Rumänien (WM 2007) - Belarus (WM 2007) - Ungarn (WM 2007) |

Hinzu kamen zwei weitere Startplätze für Europa, einer für Amerika und einer für Asien.

#### Einer-Kajak Frauen 500 m
| - Ungarn (WM 2007) - Finnland (WM 2007) - Deutschland (WM 2007) - Ukraine (WM 2007) | - Vereinigte Staaten (WM 2007) - Südafrika (WM 2007) - Polen (WM 2007) - Italien (WM 2007) |

Hinzu kamen zwei weitere Startplätze für Europa und einer für alle anderen Kontinente.

#### Zweier-Kajak Frauen 500 m
| - Deutschland (WM 2007) - Ungarn (WM 2007) - Frankreich (WM 2007) | - Slowakei (WM 2007) - Polen (WM 2007) - Italien (WM 2007) |

Hinzu kamen zwei weitere Startplätze für Europa, einer für Amerika und einer für Asien.

#### Vierer-Kajak Frauen 500 m
| - Deutschland (WM 2007) - Ungarn (WM 2007) - Polen (WM 2007) - Volksrepublik China (WM 2007) | - Italien (WM 2007) - Australien (WM 2007) - Südafrika (WM 2007) |

Hinzu kamen ein weiterer Startplatz für Europa, einer für Amerika und einer für Asien.

### Kanuslalom
Die besten 15 im Einer-Kajak (Frauen und Männer), 10 im Einer-Canadier (Männer) und 6 im Zweier-Canadier (Männer) der Weltmeisterschaften in Foz do Iguaçu vom 19. bis 23. September 2007 qualifizierten sich für Peking. Hinzu kamen in allen Disziplinen zwei weitere Startplätze für Europa und einer für alle anderen Kontinente, die bei Ausscheidungen Ende 2007 und Anfang 2008 vergeben wurden. China als Gastgeber hatte in jedem Wettbewerb einen Startplatz sicher. Sollte sich kein chinesisches Boot über die Weltmeisterschaften oder die asiatische Ausscheidung für Peking qualifizieren, rückte es anstelle des letzten qualifizierten Boots der Weltmeisterschaften nach.

#### Einer-Kajak Männer
| - Frankreich - Vereinigtes Königreich - Slowakei - Italien - Spanien | - Polen - Deutschland - Vereinigte Staaten - Österreich - Tschechien | - Schweiz - Slowenien - Irland - Kanada - Togo |

#### Einer-Canadier Männer
| - Frankreich - Slowakei - Australien - Deutschland | - Vereinigtes Königreich - Polen - Spanien | - Tschechien - Russland - Kanada |

#### Zweier-Canadier Männer
| - Slowakei - Tschechien - Italien | - Frankreich - Deutschland - Russland |

#### Einer-Kajak Frauen
| - Tschechien - Slowakei - Deutschland - Frankreich - Vereinigtes Königreich | - Österreich - Andorra - Spanien - Polen - Russland | - Australien - Niederlande - Vereinigte Staaten - Japan - Volksrepublik China |